# Max de Terra
Max de Terra (Zürich, 6 oktober 1918 – Zürich, 29 december 1982) was een Formule 1-coureur uit Zwitserland. Hij reed tussen 1952 en 1953 2 Grands Prix voor de teams Simca-Gordini en Ferrari.